# Битва при Лас-Навас-де-Толоса
Би́тва при Лас На́вас де Толо́са (исп. Batalla de Las Navas de Tolosa) — состоявшееся 16 июля 1212 года сражение между соединёнными силами католических королевств Кастилии, Арагона, Наварры и Португалии, французских крестоносцев и рыцарей орденов тамплиеров, госпитальеров, Калатравы, Сантьяго и Алькантары и армией мавров династии Альмохадов. Соединенные христианские силы являлись наиболее многочисленными за все время Реконкисты. Закончилась стратегическим разгромом мусульманских сил. Битва считается решающей для процесса Реконкисты, за которой последовало необратимое изгнание мусульман с Пиренейского полуострова.

## Предыстория
В 1195 году кастильцы, после череды успешных походов, были разгромлены Альмохадами при Аларкосе. Были потеряны Гвадалахара, Калатрава и Мадрид, кастильский король смирился с положением данника могущественных мавров. В течение десяти лет, до 1207 года, шли междоусобные войны между Кастилией, Леоном и Наваррой; «мирную» границу между Кастилией и владениями Альмохадов прикрывала новая крепость калатравских рыцарей в Сальватьерре. Она пала в августе 1211 года, когда мавры вновь вторглись на кастильские земли в ответ на вылазку испанцев.
В этом году главные кастильские силы сумели избежать генерального сражения. В сентябре 1211 года Альфонс VIII Кастильский призвал вассалов к новому походу в следующем, 1212 году; испанские епископы добились у папы Иннокентия III официального призыва к крестовому походу. Папа особо, под страхом отлучения, предупредил всех королей полуострова о необходимости поддержать кастильцев мечом. В июне 1212 года в Толедо собралась соединённая армия испанцев, португальцев и немногих французских рыцарей. Сам Альфонс оценивал силу кастильского войска в 2000 рыцарей, 10 000 всадников и 50 000 пехотинцев; c учётом союзников, численность могла быть и вдвое большей. Численность же противостоявшей армии халифа Мухаммада ан-Насира испанские источники оценивали до 600 000 воинов.

## Летняя кампания 1212 года
20 июня 1212 года войско выступило в поход и 1 июля, после нескольких неудачных попыток штурма, перед силами христиан капитулировал гарнизон Старой Калатравы взамен на свободный выход мавров из крепости. Узнав об этом, халиф Альмохадов приказал казнить командира гарнизона, а сам выдвинул войско навстречу христианам. Через два дня крестоносцы-иноземцы покинули кастильское войско, но на исход кампании это не повлияло — с кастильцами соединился Санчо Наваррский. 5 июля ими была взята крепость Аларкос. Кастильское войско, оставив Сальватьерру в руках мавров, совершило 12—13 июля обходной манёвр через горный перевал Сьерра-Морены в Андалусию.
14—15 июля армии противников разворачивались к бою в узкой долине (navas) Толосы. Источники приводят противоречивые данные о численности войск, но едины во мнении, что мавры вдвое превосходили христиан в численности. В эти два дня боевые действия ограничивались перестрелкой и вылазками передовых отрядов.

## Ход битвы
16 июля войско христиан выстроилось следующим образом: левый фланг занимал арагонский король Педро II, на правом фланге разместился наваррский король Санчо VII, в центре расположились кастильцы под командованием Гонсало Нуньеса де Лара, а в авангарде разместился бискайский граф Диего Лопес де Аро. Кастильский король Альфонс VIII возглавил резерв. На рассвете 16 июля христианский авангард под командованием Диего Лопеса атаковал авангард мавров около современного муниципалитета Санта-Элена. Вскоре в битву вступили и основные силы. После нескольких часов рукопашного боя, осознавая безысходность боя на истощение с численно превосходящим противником, Альфонс VIII повел резервные силы кастильцев и рыцарей орденов на стремительный прорыв к укреплённому лагерю халифа. В это время Педро II, воспользовавшись создавшейся неразберихой, прорвал оборону мавров по правому флангу. Среди мавров началась паника и центр их войска рассыпался под натиском воодушевившегося Альфонса. Кастильский король прошел через отступающие ряды мавров и взял штурмом лагерь халифа. Мухаммад ан-Насир бежал в Марокко, его войско, преследуемое испанской кавалерией, рассеялось. Во время преследования была практически полностью уничтожена андалусская и ифрикийская пехота. По разным оценкам, погибло от 60 до 200 тысяч мусульман; сведения о потерях христиан ещё более противоречивые.

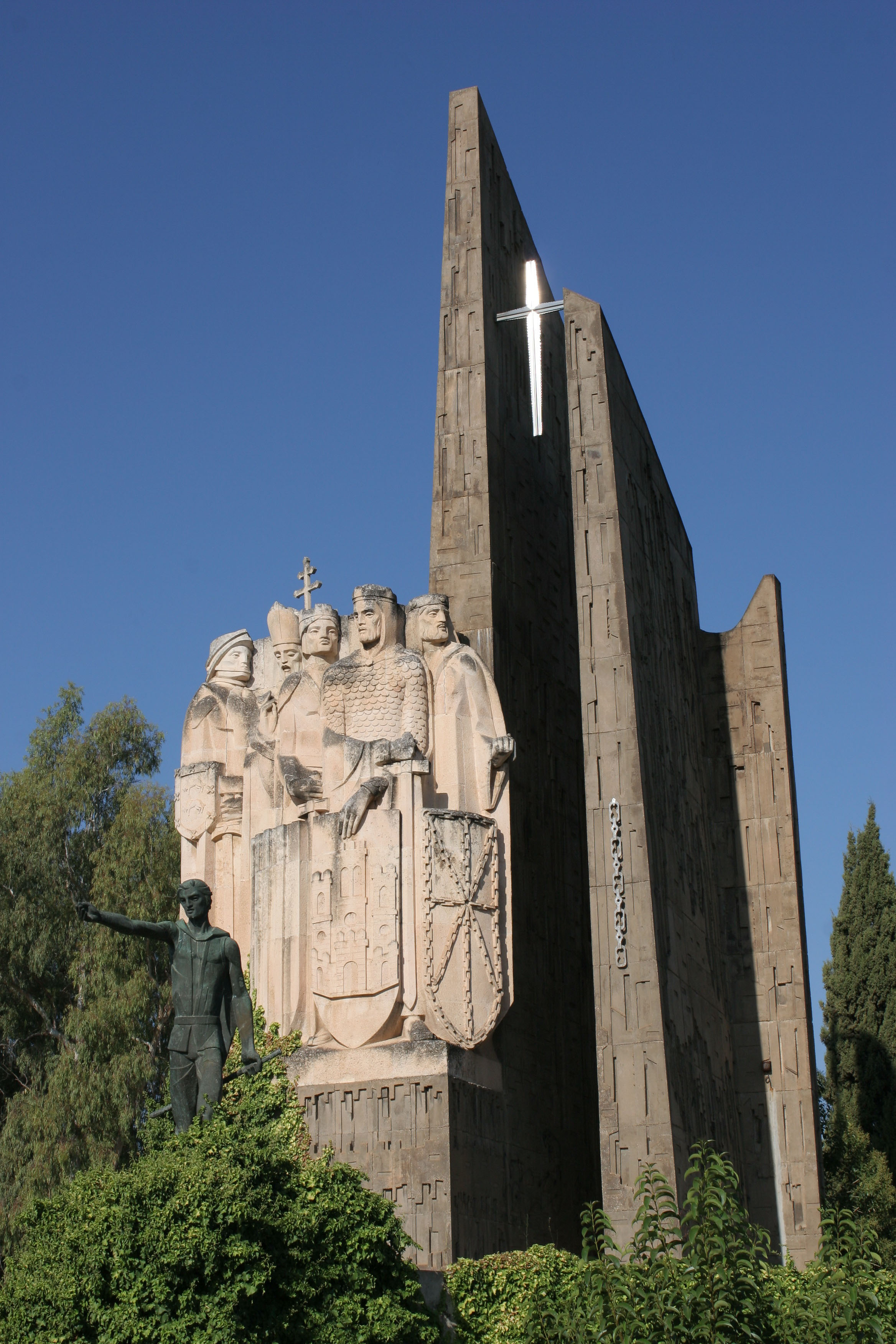
Монумент в память о битве в Ла-Каролина

## Последствия
Победа в битве позволила открыть дорогу на долину Гвадалквивира. 18—23 июля испанцы захватили укреплённые города мавров, в том числе Баэсу, где пало или было взято в плен до 60 000 мусульман. Вскоре Альфонс свернул кампанию из-за угрозы эпидемии чумы.
Битва не принесла испанцам немедленных выгод, но навсегда подорвала влияние Альмохадов. Разгром армии Аль-Андалуса привел к тому, что в течение последующих десятилетий кастильцы под предводительством Фернандо III взяли Кордову, Хаэн и Севилью, а арагонцы при Хайме I заняли Валенсию и Балеарские острова. В конечном счете, на Пиренейском полуострове у Альмохадов осталась лишь Гранада и прилегающие к ней земли. Королевство Наварра, отведя от себя мавританскую угрозу, перешло из-под испанского влияния под французское. Ключевые фигуры кампании 1212 года — Альфонс Кастильский, Мухаммад ан-Насир, Диего Лопес де Аро — умерли в 1214 году. Знамя халифа, взятое при Толосе, по сей день хранится в монастыре Лас Уэльгас в Бургосе.